# Cnephasia pumicana
Espèce
La Tordeuse des céréales (Cnephasia pumicana) est une espèce de lépidoptères de la famille des Tortricidae, dont la chenille est connue pour se nourrir de céréales. 

## Description

### Imago
Le papillon adulte (imago) mesure de 16 à 18 mm d'envergure. Son aspect est discret, gris et sans robe caractéristique, ce qui rend son identification difficile. Il en existe des variants plus foncés et plus clairs (ces derniers sont impossibles à distinguer à l'œil nu d'une espèces voisine : Cnephasia genitalana).

### Œuf
Les œufs mesurent environ 1 mm et sont semi-lenticulaires, jaunâtres puis orangés, parfois avec des nuances nacrées.

### Chenille
Au sortir de l'œuf (en août), la chenille est orangée à tête brune et longue de 1 mm environ, pour 0,2 mm de large. Au 6e stade, elle atteint 14 à 15 mm et est ocre clair et dotée de plaques anale et thoracique un peu plus foncées (tout comme celles qui portent des soies). Elle se transforme alors en chrysalide d'où émergera l'imago. 

## Écologie et reproduction
La chenille s'alimente notamment sur les feuilles de céréales cultivées (blé tendre, blé dur, triticale, orge, avoine, etc.) Mais l'espèce est en réalité polyphage et peut aussi se nourrir de nombreuses poacées spontanées et de plantes aussi variées que la luzerne, le lin, et le plantain.
Cette espèce est univoltine (elle développe une génération par an). L'imago émerge en juillet et se déplace des champs ou milieux ouverts vers le bocage, les haies, taillis et bois ou forêt proches. 
L'accouplement se déroule à l'aube, puis la femelle semble inactive le jour avant de pondre le soir une centaine d’œufs, souvent sur l'écorce des arbres lui ayant servi d'abri. La jeune chenille émerge de l’œuf et se cache dans l'écorce où elle tisse un hibernaculum de soie ; elle y reste en diapause 7 mois (jusque vers le 15 mars-15 mai). Elle se laisse alors pendre par un fil de soie puis emporter par le vent. Une fois au sol, elle trouve une plante hôte et s'y alimente. S'il s'agit d'une céréale, elle pénètre le parenchyme foliaire et durant ses 3 premiers stades de développement, elle y minera une galerie. En fin de ce 3e stade, la chenille émerge à l'air libre et remonte vers des feuilles hautes où elle provoque un pincement du limbe. Au 5e stade, elle remonte encore et peut s'attaquer à l'épi, riche en amidon et protéine. C'est alors qu'elle pose problème pour l'agriculture.
La nymphose se produit dans la gaine de l'épi.

## Distribution géographique
L'espèce n'a été signalée en France qu'en 1964-1965 dans la région de Fontainebleau.

## Invasivité
C'est une espèce qui peut localement pulluler (dont en France depuis les années 1960) où elle a fait l'objet d'un système d'avertissements agricoles,, notamment dans les cultures céréalières là où elles ont récemment été étendues, comme par exemple dans le Gatinais lors des remembrements des années 1970. Elle est considérée comme ravageur des céréales.

### Impact sur les cultures
Chez les céréales, trois types de lésions sont associées à la présence de la chenille :
1. épis blancs, au mois de juin, quand la chenille a sectionné une tige sous l'épi au-dessus du dernier nœud. La tige coupée est visible émergeant au dessus des autres épis qui se sont courbés sous leur poids[1].
2. épis mutilés, quand la chenille a consommé une partie de l'épi (plusieurs épillets en général)[1].
3. grains atrophiés, quand la chenille a sectionné une partie de la tige, interrompant ainsi une partie de la sève[1].

Un seuil de nuisibilité admis est celui d'une larve pour 10 pieds d'orge (25 à 30 larves au m2) et de 1,5 larves pour 10 pieds de blé (35 à 40 larves au m2).

### Moyens de lutte
Divers insecticides sont ou ont été utilisés, avec le risque d'y rendre l'espèce de plus en plus résistante. 
Une phéromone sexuelle de synthèse a été mise au point pour cette espèce.

## Prédateurs
Cet insecte peut notamment être parasité par Microgaster tiro Reihn, un hyménoptère de la famille des Braconidae.